# Дюссельдорфский аэропорт (вокзал)
«Дюссельдорф аэропорт» (нем. Bahnhof Düsseldorf Flughafen) — железнодорожный вокзал возле аэропорта города Дюссельдорфа (федеральная земля Северный Рейн-Вестфалия). По немецкой системе классификации вокзал относится к категории 2. Ежедневно на этом вокзале останавливаются около 300 поездов.

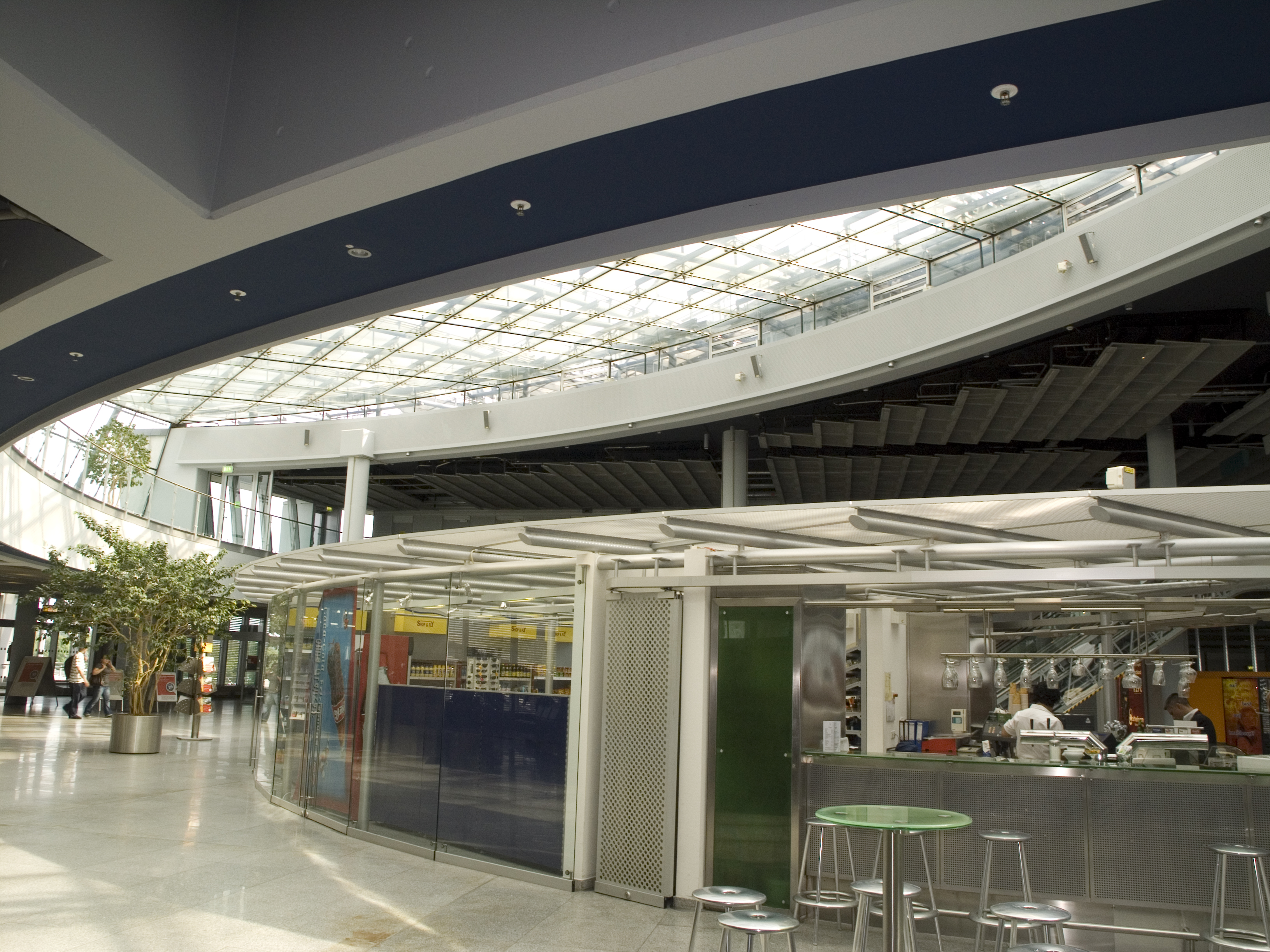
Интерьер вокзала

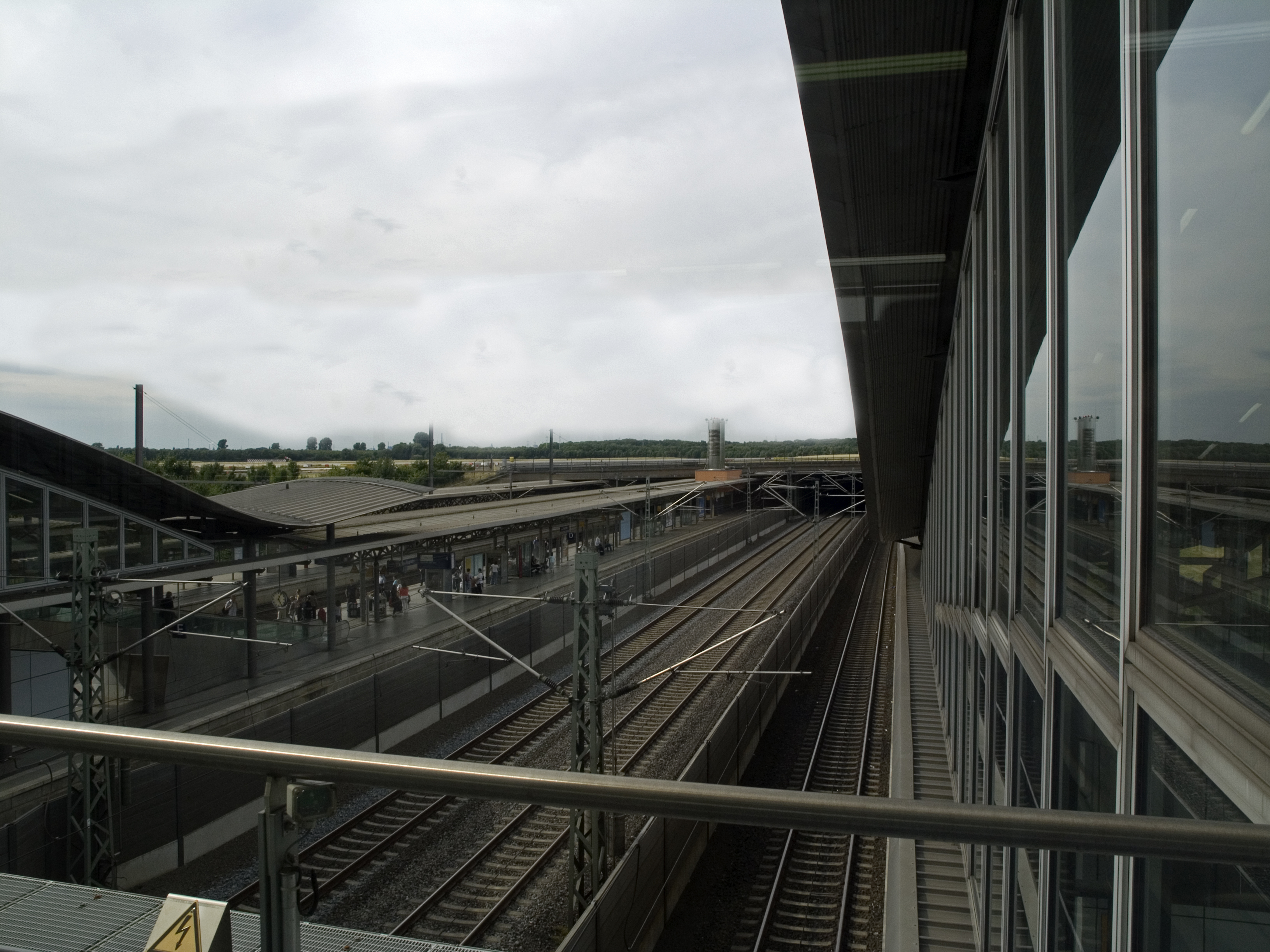
Вид на пути и платформы

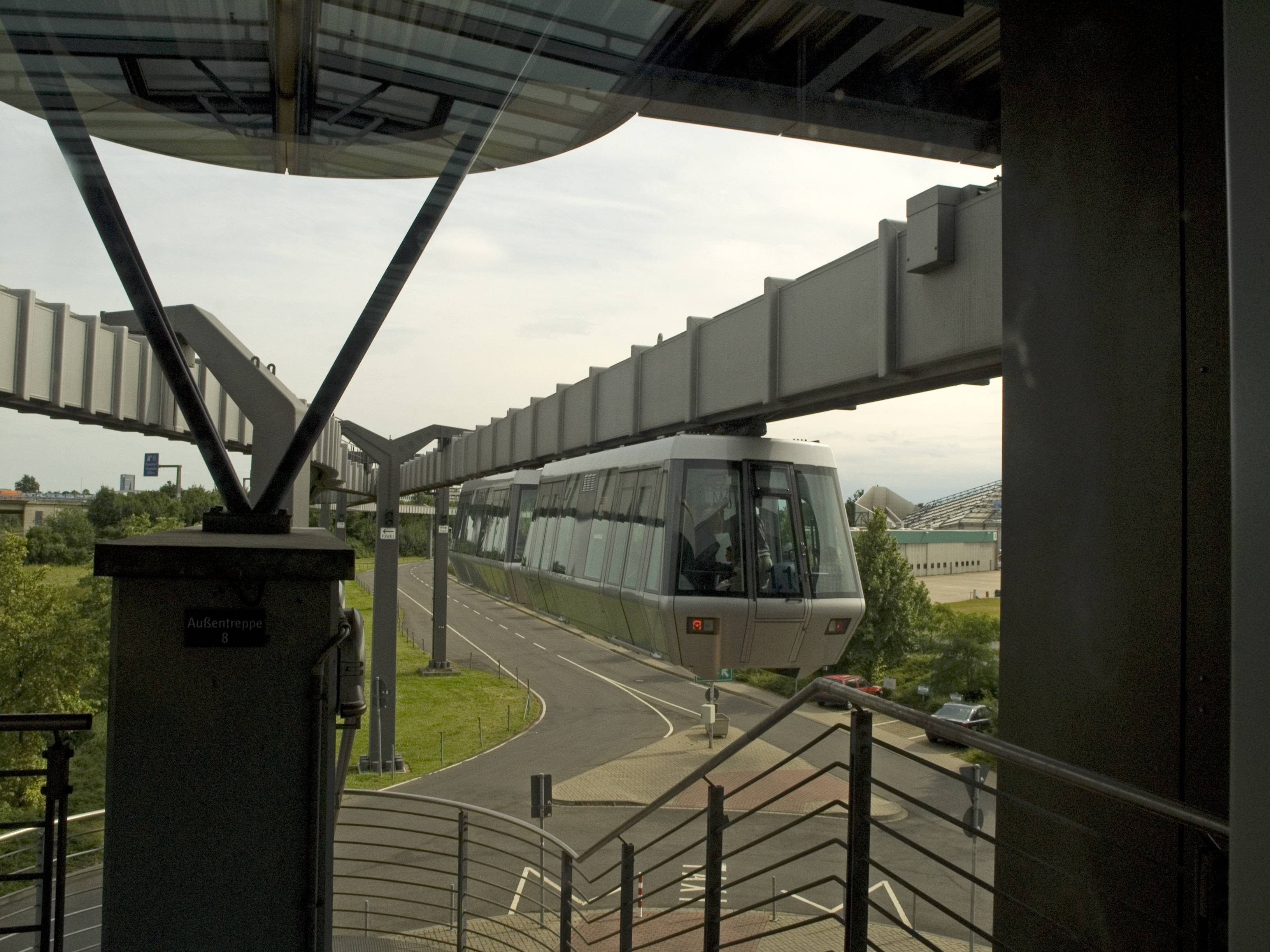
Подвесная дорога «SkyTrain»

## Расположение
Вокзал «Дюссельдорф аэропорт» находится в черте города Дюссельдорфа в 8-ми километрах на север от центрального вокзала Дюссельдорфа и 16-ти километрах южнее центрального вокзала Дуйсбурга. Вокзал находится восточнее терминалов аэропорта. Связь между вокзалом и терминалами аэропорта осуществляется подвесной дорогой « SkyTrain» высотой 23 м,  длиной 2,5 км и регулярными  автобусными линиями.

## История
Вокзал был открыт 26 мая 2000 года в присутствии федерального канцлера Герхарда Шрёдера и премьер-министра Северного Рейна — Вестфалии Вольфганга Клемента. Стоимость строительства составила 125 млн. евро, из которых 14,6 млн было выделено бундестагом из федерального бюджета.

Подвесная дорога «Sky Train» была открыта 1 июля 2002 года.

## Движение поездов по станции «Дюссельдорф аэропорт»

### ICиICE
| Линия  | Маршрут |
| ------ | --- |
| ICE 10 | Берлин (Восточный вокзал) — Ганновер — Билефельд — Хамм — Дортмунд — Бохум — Эссен — Дуйсбург — «Дюссельдорф аэропорт» — Дюссельдорф — Кёльн–Мессе/Дойц — Кёльн — Аэропорт «Кёльн-Бонн»                               |
| IC 35  | Эмден — Лер — Мюнстер — Реклингхаузен — Ванне-Айкель — Гельзенкирхен — Оберхаузен — Дуйсбург — «Дюссельдорф аэропорт» — Дюссельдорф — Кёльн — Кобленц — Мангейм — Оффенбург — Констанц — Файхинген-на-Энце — Штутгарт |
| IC 51  | Бинц — Берлин — Галле — Эрфурт — Кассель — Хамм — Дортмунд — Эссен — Дуйсбург — «Дюссельдорф аэропорт» — Дюссельдорф — Кёльн                                                                                          |

### RE,RBиS-Bahn
| Линия | Название              | Маршрут |
| ----- | --------------------- | --- |
| RE 1  | NRW-Express           | Падерборн — Зост — Хамм — Дортмунд — Бохум — Эссен — Мюльхайм-на-Руре — Дуйсбург — «Дюссельдорф аэропорт» — Дюссельдорф — Кёльн–Мессе/Дойц — Кёльн — Ахен |
| RE 2  | Rhein-Haard-Express   | Мюнстер — Реклингхаузен — Ванне-Айкель — Гельзенкирхен — Эссен — Мюльхайм-на-Руре — Дуйсбург — «Дюссельдорф аэропорт» — Дюссельдорф                       |
| RE 3  | Rhein-Emscher-Express | Хамм — Камен — Дортмунд — Кастроп-Рауксель — Херне — Ванне-Айкель — Гельзенкирхен — Оберхаузен — Дуйсбург — «Дюссельдорф аэропорт» — Дюссельдорф          |
| RE 5  | Rhein-Express         | Эммерих-на-Рейне — Везель — Динслакен — Оберхаузен — Дуйсбург — «Дюссельдорфский аэропорт» — Дюссельдорф — Кёльн — Бонн — Кобленц                         |
| RE 6  | Westfalen-Express     | Минден — Билефельд — Хамм — Дортмунд — Бохум — Эссен — Мюльхайм-на-Руре — Дуйсбург — «Дюссельдорф аэропорт» — Дюссельдорф                                 |
| RB 35 | Der Weseler           | Эммерих-на-Рейне — Везель — Динслакен — Оберхаузен — Дуйсбург — «Дюссельдорф аэропорт» — Дюссельдорф — Кёльн                                              |
| S1    | S-Bahn Rhein-Ruhr     | Дортмунд — Бохум — Эссен — Мюльхайм-на-Руре — Дуйсбург — «Дюссельдорф аэропорт» — Дюссельдорф — Хильден — Золинген                                        |